# Заводское сельское поселение (Бурятия)
Заво́дское се́льское поселе́ние (бур. Заводын hомон) — муниципальное образование в Тарбагатайском районе Бурятии Российской Федерации.
Административный центр — посёлок Николаевский.

## История
Статус и границы сельского поселения установлены законом Республики Бурятии от 31 декабря 2004 года № 985-III «Об установлении границ, образовании и наделении статусом муниципальных образований в Республике Бурятия».

## Население
| 2002  | 2011  | 2012  | 2013  | 2014  | 2015  | 2016  |
| ----- | ----- | ----- | ----- | ----- | ----- | ----- |
| 1294  | ↗1300 | ↗1313 | ↗1342 | ↗1446 | ↗1502 | ↗1633 |
| 2017  | 2018  | 2019  | 2020  | 2021  | 2023  | 2024  |
| ↗1731 | ↗1785 | ↗1850 | ↗1928 | ↗2617 | ↗2774 | ↗2853 |

## Состав сельского поселения
| № | Населённый пункт | Тип населённого пункта          | Население |
| - | ---------------- | ------------------------------- | --------- |
| 1 | Лесной           | посёлок                         | ↘6        |
| 2 | Николаевский     | посёлок, административный центр | ↗1295     |